# Szelków (gmina)
Szelków (daw. gmina Smrock) – gmina wiejska w województwie mazowieckim, w powiecie makowskim. W latach 1975–1998 gmina położona była w województwie ostrołęckim.
Oficjalna siedziba gminy to Szelków (nie istnieje taka miejscowośc), choć urząd gminy znajduje się we wsi Stary Szelków.
Według danych z 30 czerwca 2004 gminę zamieszkiwało 3697 osób.

## Struktura powierzchni
Według danych z roku 2002 gmina Szelków ma obszar 112,93 km², w tym:
- użytki rolne: 70%
- użytki leśne: 23%

Gmina stanowi 10,61% powierzchni powiatu.

## Demografia

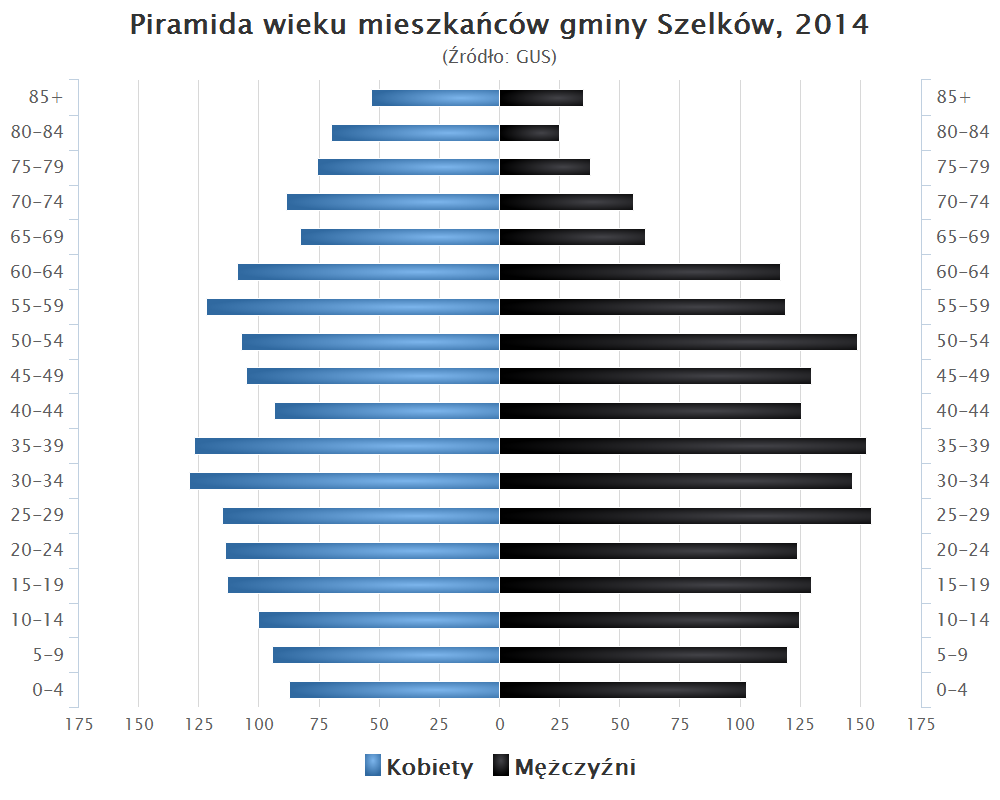
Piramida wieku mieszkańców gminy Szelków w 2014 roku

Dane z 30 czerwca 2004:
| Opis                              | Ogółem | Ogółem | Kobiety | Kobiety | Mężczyźni | Mężczyźni |
| --------------------------------- | ------ | ------ | ------- | ------- | --------- | --------- |
| jednostka                         | osób   | %      | osób    | %       | osób      | %         |
| populacja                         | 3697   | 100    | 1847    | 50      | 1850      | 50        |
| gęstość zaludnienia (mieszk./km²) | 32,7   | 32,7   | 16,4    | 16,4    | 16,4      | 16,4      |

## Sołectwa
Bazar, Chrzanowo, Chyliny, Ciepielewo, Dzierżanowo, Głódki, Grzanka, Kaptury, Laski, Magnuszew Duży, Magnuszew Mały, Makowica, Nowy Strachocin, Nowy Szelków, Orzyc, Pomaski Małe, Pomaski Wielkie, Przeradowo, Rostki, Smrock-Dwór, Smrock-Kolonia, Stary Strachocin, Stary Szelków, Zakliczewo.

## Sąsiednie gminy
Czerwonka, Karniewo, Maków Mazowiecki, Obryte, Pułtusk, Rzewnie